# Passiflora nitida
Passiflora nitida är en passionsblomsväxtart som beskrevs av Carl Sigismund Kunth. Passiflora nitida ingår i släktet passionsblommor, och familjen passionsblomsväxter. Inga underarter finns listade i Catalogue of Life.

## Bildgalleri

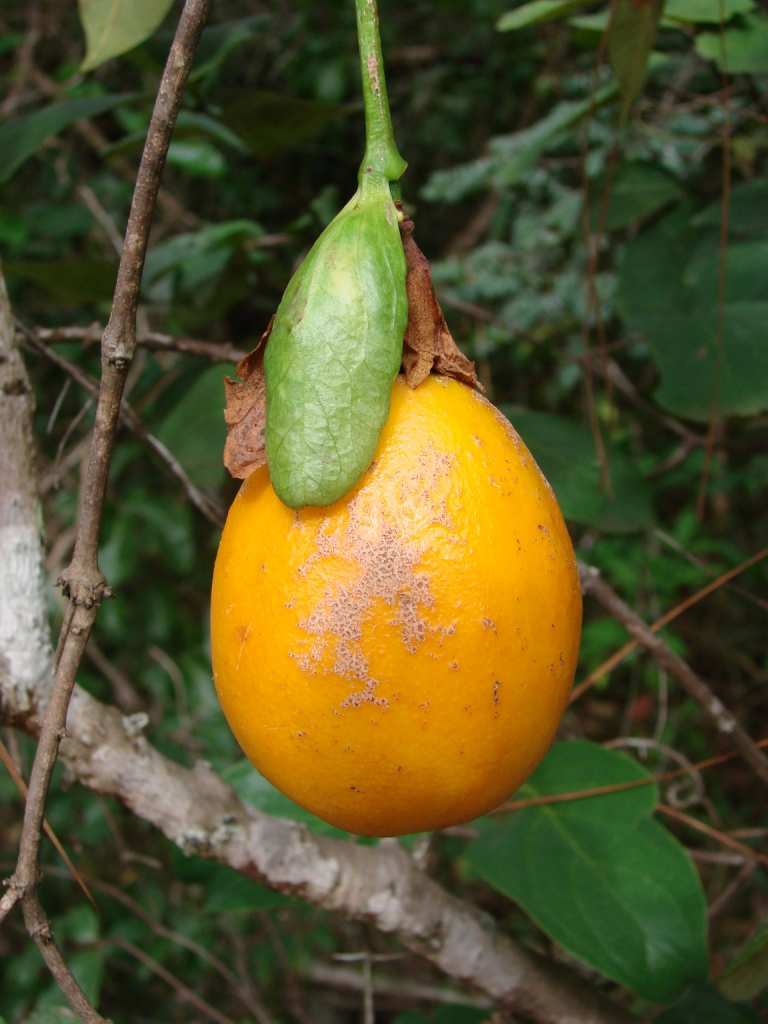